# Coleophora burmanni
Coleophora burmanni é uma espécie de mariposa do gênero Coleophora pertencente à família Coleophoridae.